# 田村ゆかり *Cutie・Cutie Concert* 2005
『田村ゆかり *Cutie♥Cutie Concert* 2005』（タムラユカリ キューティ キューティ コンサート）とは、田村ゆかりの通算2作目となる全編がライブ映像である作品（通算4作目の映像作品）。
2006年3月8日にコナミより発売、キングレコードより販売された。

## 概要
2005年11月13日、東京国際フォーラム・ホールAで行われたスペシャルコンサート『田村ゆかり *Cutie Cutie Concert* 2005』の模様をDisc1に全曲完全収録している。また、Disc2には2005年3月に行われたスプリングライブツアー『田村ゆかり Live Tour 2005 ＊Spring fever＊』のダイジェストが収録されている。オールカラー別冊20Pプックレット付き。

## ボーカル
- ボーカル・パフォーマンス
  - 田村ゆかり

## 演奏会場
- 田村ゆかり Live Tour 2005 ＊Spring fever＊
  - 東京：東京厚生年金会館（2005年3月5日）
  - 大阪：NHK大阪ホール（2005年3月18日）
  - 愛知：愛知厚生年金会館（2005年3月20日）
  - 神奈川：神奈川県民ホール（2005年3月27日）
- 田村ゆかり ＊Cutie♥Cutie Concert＊ 2005
  - 東京：東京国際フォーラム（2005年11月13日）

## 収録内容

### Disc 1
1. -Prologue-
2. Baby’s Breath
3. Honey Moon
4. Lovely Magic
5. -MC1-
6. さよならを おしえて
7. Sweetest Love
8. Butterfly * kiss
9. Snow bird
10. 追い風
11. 恋歌姫
12. Amazing Kiss
13. -MC2-
14. Sweet Darlin’
15. Traveling with a sheep
16. Spiritual Garden
17. -MC3-
18. 大好きと涙
19. Picnic
20. candy smile
21. 恋せよ女の子
22. Cutie♥Cutie
23. -Encore-
24. Little Wish ～first step～
25. -MC4-
26. 惑星のランデブー
27. -Epilogue-

### Disc 2
1. -バックステージ1～開演-
2. Spring fever
3. -MC1-
4. -2005年2月27日～MC2-
5. Fallin’ into you
6. Ever-Never-Land
7. 心の扉
8. -バックステージ2～MC3-
9. 最果ての森
10. 薔薇のロマンセ 月のセレーネ
11. Honey Moon
12. -MC4-
13. -Go Bowling!-
14. 惑星のランデブー
15. -MC5-
16. Little Wish ～first step～
17. -終演～バックステージ3-